# Michel Lasserre
Cet article concerne le joueur de rugby à XV. Pour le syndicaliste, voir Michel Lasserre. Pour autres homonymes, voir Lasserre.
Ne doit pas être confondu le joueur de rugby à XV homonyme né vers 1946.
Pas d'image ? Cliquez ici

a Compétitions nationales et continentales officielles uniquement.

b Matchs officiels uniquement.
Michel Lasserre, né le 29 novembre 1940 à Le Causé, est un joueur de rugby à XV surnommé « L'Obus », qui a joué avec l'équipe de France et avec le SU Agen. Il évoluait au poste de deuxième ligne (le plus souvent) ou de pilier (1,85 m pour 99 kg).

## Biographie
Il eut deux enfants prénommés Caroline et Pascal. Sa femme Monique était documentaliste. Son fils Pascal a joué au Stade toulousain au poste de talonneur ou pilier dans les années 90.
Fils d'agriculteurs, il a lui-même été exploitant agricole sur la localité de Bourdeneuve de Paillan.

## Carrière

### En équipe nationale
Il a disputé son premier test match le 22 juillet 1967, contre l'équipe d'Afrique du Sud, pendant une tournée de l'équipe de France. Son dernier test match fut contre l'équipe du pays de Galles, le 27 mars 1971, dans le cadre du tournoi des cinq nations.

## Palmarès
Avec le SU Agen
- Championnat de France de première division : 
  - Champion (2) : 1965 et 1966
- Challenge Yves du Manoir :
  - Finaliste (1) : 1970

En équipe de France
- Vainqueur du tournoi en 1968 (Grand Chelem) et 1970

## Statistiques en équipe nationale
- Sélection en équipe nationale : 15
- Sélections par année : 2 en 1967, 7 en 1968, 3 en 1969, 1 en 1970, 2 en 1971
- Tournoi des Cinq Nations disputés : 1968, 1969, 1970, 1971